# Iphiclides podalirinus
Iphiclides podalirinus är en fjärilsart som först beskrevs av Charles Oberthür 1890.  Iphiclides podalirinus ingår i släktet Iphiclides, och familjen riddarfjärilar. Inga underarter finns listade.
Denna art sågs tidigare som en underart till segelfjärilen  och beskrevs 1895 av Walther Rothschild som Papilio podalirius podalirinus. Senare fick släktet namnet Iphiclides och dess namn blev Iphiclides podalirius podalirinus. Som egen art blev därför det logiska artnamnet Iphiclides podalirinus.
Fjärilen har (ännu) inget svenskt namn, men på engelska heter den Chinese scarce swallowtail.
Den finns i Kina och Tibet.